# 圣西尔迪多雷
圣西尔迪多雷（法語：Saint-Cyr-du-Doret，法語發音：[sɛ̃ siʁ dy dɔʁɛ]）是法国滨海夏朗德省的一个市镇，位于该省北部，属于拉罗谢尔区。

## 地理
圣西尔迪多雷（46°16'45"N, 0°48'33"W）面积17.08 平方千米，位于法国新阿基坦大区滨海夏朗德省，该省份为法国西部滨海省份，北起旺代省，西临大西洋，南至吉倫特省，东南接多爾多涅省，东北接德塞夫勒省接壤，东临夏朗德省。
与圣西尔迪多雷接壤的市镇（或旧市镇、城区）包括：库尔松、费里耶尔、拉龙德、圣让德利韦尔赛、托贡。

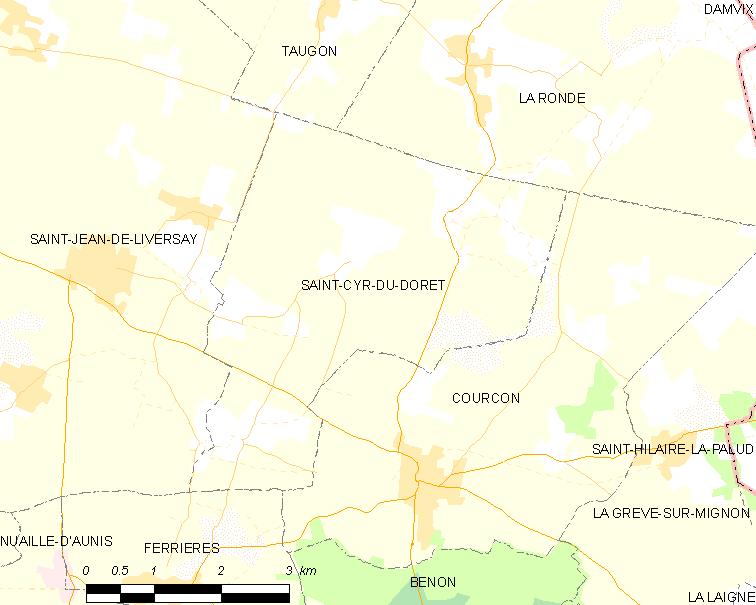
圣西尔迪多雷的OSM定位图

圣西尔迪多雷的时区为UTC+01:00、UTC+02:00（夏令时）。

## 行政
圣西尔迪多雷的邮政编码为17170，INSEE市镇编码为17322。

## 政治
圣西尔迪多雷所属的省级选区为马朗县。

## 人口

1962-2008年间圣西尔迪多雷人口变化图示

圣西尔迪多雷于2022年1月1日时的人口数量为683人。